# 大韓航空642便墜落事故
大韓航空642便墜落事故（だいかんこうくう642びんついらくじこ）は、1976年8月2日に発生した航空事故である。メヘラーバード国際空港から金浦国際空港へ向かっていた大韓航空642便（ボーイング707-373C）がメヘラーバード国際空港からの離陸直後に墜落し、乗員5人全員が死亡した。

## 事故機
事故機のボーイング707-373C（HL7412）は製造番号19715として製造されて1967年に初飛行し、同年11月7日にワールド・エアウェイズに引き渡された。1970年9月から1971年6月まではパキスタン国際航空にリースされており、その際は機体記号がAP-AWEに変更されていた。その後、機体記号が元に戻され、1971年9月から大韓航空にリースされていた。
エンジンはプラット・アンド・ホイットニー JT3D-3Bが搭載されていた。

## 事故の経緯
1976年8月2日、事故機はロンドンからテヘランを経由してソウルへと向かう貨物便を運航する予定であった。
視界が限られている中、642便はメヘラーバード国際空港の滑走路29から離陸する許可を得た。パイロットは空港から離陸する際の標準計器出発方式を守らず、離陸後に本来は左旋回するべきところを右旋回した。642便はメヘラーバード国際空港から西北西17キロメートル、高度2,020メートルの地点の山に衝突し、乗員5人全員が死亡した。

## 事故原因
事故原因は、パイロットがメヘラーバード国際空港の滑走路29から離陸する際の標準計器出発方式に従わなかったことによるCFITであるとされた。